# Děkanát Valašské Klobouky
Děkanát Valašské Klobouky je územní část olomoucké arcidiecéze. V současné době jej tvoří 10 římskokatolických farností. Funkcí děkana byl do června 2025 pověřen R. D. Pavel Macura. Od července téhož roku ho ve funkci vystřídal R. D. Mgr. Zdeněk Mlčoch. Funkci místoděkana  vykonává od roku 2020 P. ThLic. ICLic. František Cinciala.
| Farnost                    | Správce                                          | Farní kostel            |
| -------------------------- | ------------------------------------------------ | ----------------------- |
| Brumov                     | administrátor – R. D. Mgr. Ryszard Wojciechowski | sv. Václava             |
| Horní Lhota                | farář – R. D. Mgr. Jiří Ševčík                   | sv. Dionýsia            |
| Luhačovice                 | farář – R. D. Mgr. Jan Ston                      | svaté Rodiny            |
| Nedašov                    | administrátor – R. D. Marek Kurzyński            | Nanebevzetí Panny Marie |
| Pozlovice                  | administrátor excurrendo, Luhačovice             | sv. Martina             |
| Slavičín                   | farář – R. D. Mons. Mgr. Marián Dej              | sv. Vojtěcha            |
| Štítná nad Vláří           | farář - R. D. Mgr. Miroslav Hřib                 | sv. Josefa              |
| Újezd u Valašských Klobouk | farář – R. D. Mgr. Ján Mach                      | sv. Mikuláše            |
| Valašské Klobouky          | farář – R. D. Mgr. Zdeněk Mlčoch                 | Povýšení svatého Kříže  |
| Vlachovice                 | farář – R. D. ThLic., ICLic. František Cinciala  | sv. Michaela archanděla |